# لئوت
لئوت (به هلندی: Leuth) یک منطقهٔ مسکونی در هلند است که در شهرستان برخ ان‌دال واقع شده‌است. لئوت ۴٫۱۱ کیلومتر مربع مساحت و ۱٬۸۱۰ نفر جمعیت دارد.